# Epitausa violascens
Epitausa violascens är en fjärilsart som beskrevs av George Francis Hampson. Epitausa violascens ingår i släktet Epitausa och familjen nattflyn. Inga underarter finns listade i Catalogue of Life.